# هومر سیمپسون
هومر سیمپسون (به انگلیسی: Homer Simpson) شخصیتی کارتونی در سریال سیمپسون‌ها است. او برای نخستین بار در برنامه تریسی اولمن در کنار اعضای خانواده سیمپسون ظاهر شد. دن کستلانتا صداپیشه این شخصیت می‌باشد.

## شخصیت
شخصیت هومر در برخورد اول به راحتی با سه جمله تنبل، احمق و عصبی خلاصه می‌شود او همچنین معتاد به الکل است. او به راحتی از دست پسرش بارت عصبانی می‌شود و از ند فلاندرز که همسایه خانواده سیمپسون‌ها‌ست متنفر است.  در باطن هومر به خانواده‌اش اهمیت بسیار می‌دهد و عاشق تک تک اعضا خانواده‌اش است. پاتوق او شراب فروشی مو است که با دوستان صمیمی اش لنی، کارل و بارنی به خوردن آبجو مشغول می‌شود. 

### خانواده
او پدر بارت، لیزا و مگی و شوهر مارج است. او در اپیزود Viva ned flanders با زن دیگری به نام امبر در حین مستی ازدواج می‌کند ولی در اپیزود Brawl in the family با هوشمندی مارج امبر از اسپرینگفیلد فرار می‌کند.

### شغل
او مسئول بخش امنیتی نیروگاه اتمی اسپرینگفیلد است. او بارها از سر کار اخراج شده‌است که دلیل معمول آن خوابیدن در محل کار بوده‌است. رئیس او در نیروگاه به سختی اسم او را به یاد میاورد که این موضوع بارها باعث ناراحتی هومر شده‌است.

### توانایی
هومر استعداد زیادی در موسیقی به خصوص گیتار و پیانو دارد او در گروه موسیقی‌های متعددی فعالیت داشته و یکبار جایزه گرمی را برده‌است. فراگیری سریع زبان نیز از دیگر خصوصیات اوست. او همچنین به عنوان یک قهرمان در اپیزود simple simpson ظاهر شد که با خلافکاران مبارزه می‌کرد. یکی از خلافکاران برای مثال شخصی بود که مدل چیدمان لیزا را در جشنواره سفره چینی مسخره کرده بود.